# Amaran
Amaran foi uma banda  sueca de power metal.

## História
Na Primavera de 2000 Kari Kainulainen e Ronnie Backlund começaram a escrever algumas letras em conjunto. Daí até formarem uma banda foi um pequeno passo. Convidaram, então, Mikael Andersson, Johanna DePierre e Robin Bergh para participarem no projecto.
Em 2002 lançam o primeiro álbum, intitulado A World Depraved. Dois anos depois é a vez de Pristine in Bondage.
Pouco tempo depois da gravação de A World Depraved, Mikael Andersson deixou a banda, devido a razões pessoais. Ronnie Bergerståhl, um amigo da banda, foi o seu substituto.
Em 2004 Robin Bergh deixa a banda, alegando também razões pessoais. Pär Hjulström ocupa então a bateria. Pouco depois, a vocalista Johanna DePierre e o guitarrista Kari Kainulainen abandonam também a banda, que termina, oficialmente, a 28 de Dezembro de 2005

## Membros

### Actuais
- Gunnar Hammar – guitarra
- Ronnie Backlund – guitarra
- Niklas Sandin –  baixo
- Pär Hjulström –  bateria

### Fundadores
- Johanna DePierre - vocais (2000-2004)
- Mikael Andersson – baixo (2000-2003)
- Kari Kainulainen - guitarra (2000-2004)
- Robin Bergh – bateria (2000-2004)
- Ronnie Bergerståhl – baixo (2002-2005)

## Discografia
- 2001 - Promo (demo)
- 2002 - A World Depraved
- 2004 - Pristine In Bondage